# Support-Force-Gletscher
Der Support-Force-Gletscher ist ein großer Gletscher in den Pensacola Mountains des westantarktischen Queen Elizabeth Lands. Er fließt nordwärts zwischen der Forrestal Range und der Argentina Range zum Filchner-Ronne-Schelfeis. 
Geodätisch vermessen wurde sein Gebiet durch den United States Geological Survey und mithilfe von Luftaufnahmen der United States Navy aus den Jahren 1956 bis 1966. Das Advisory Committee on Antarctic Names benannte ihn 1968 nach den Unterstützungseinheiten der United States Navy in Antarktika, die dem United States Antarctic Program logistisch zur Seite standen. 

## Weblinks

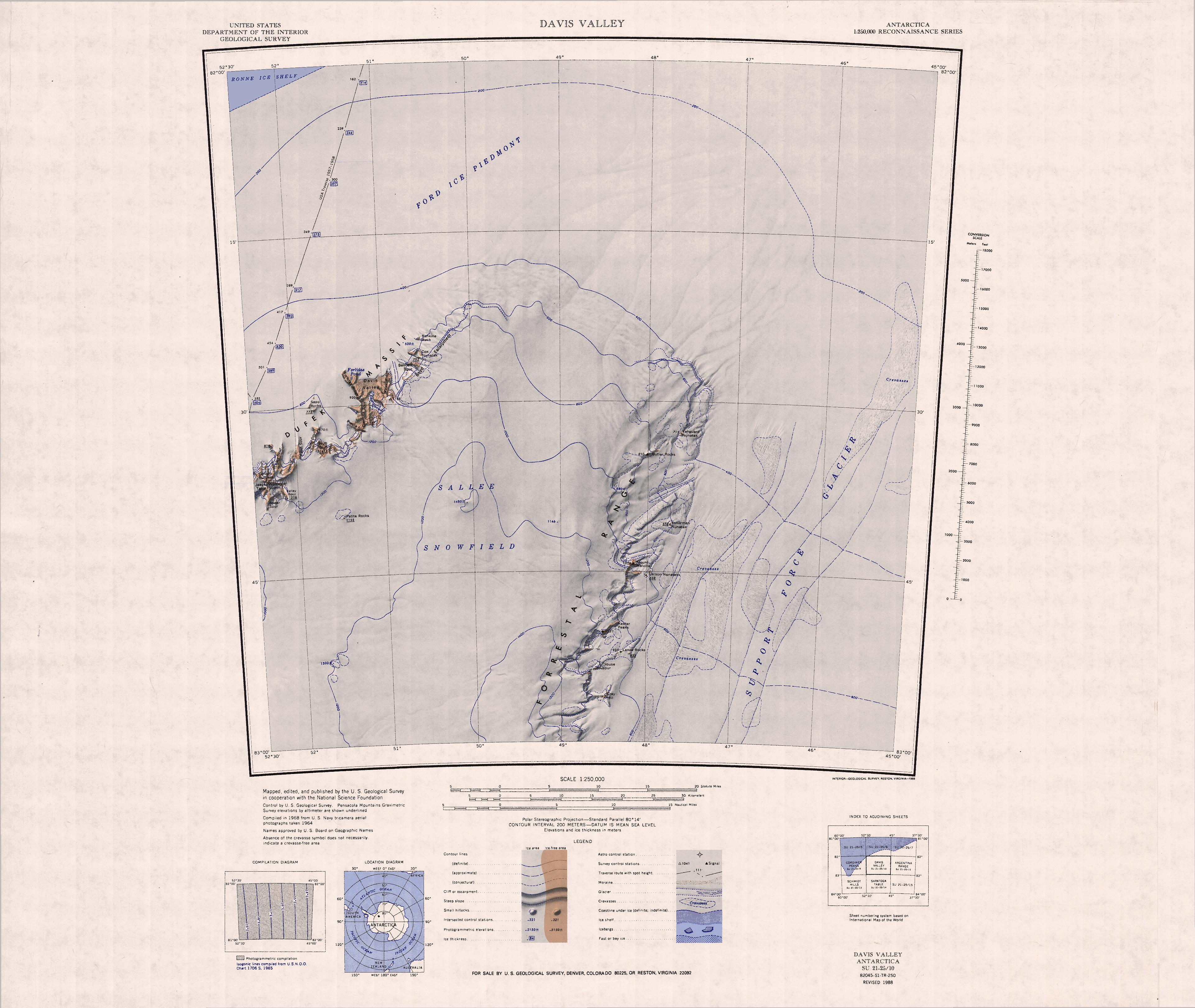
Westteil des Support-Force-Gletschers östlich der Forrestal Range
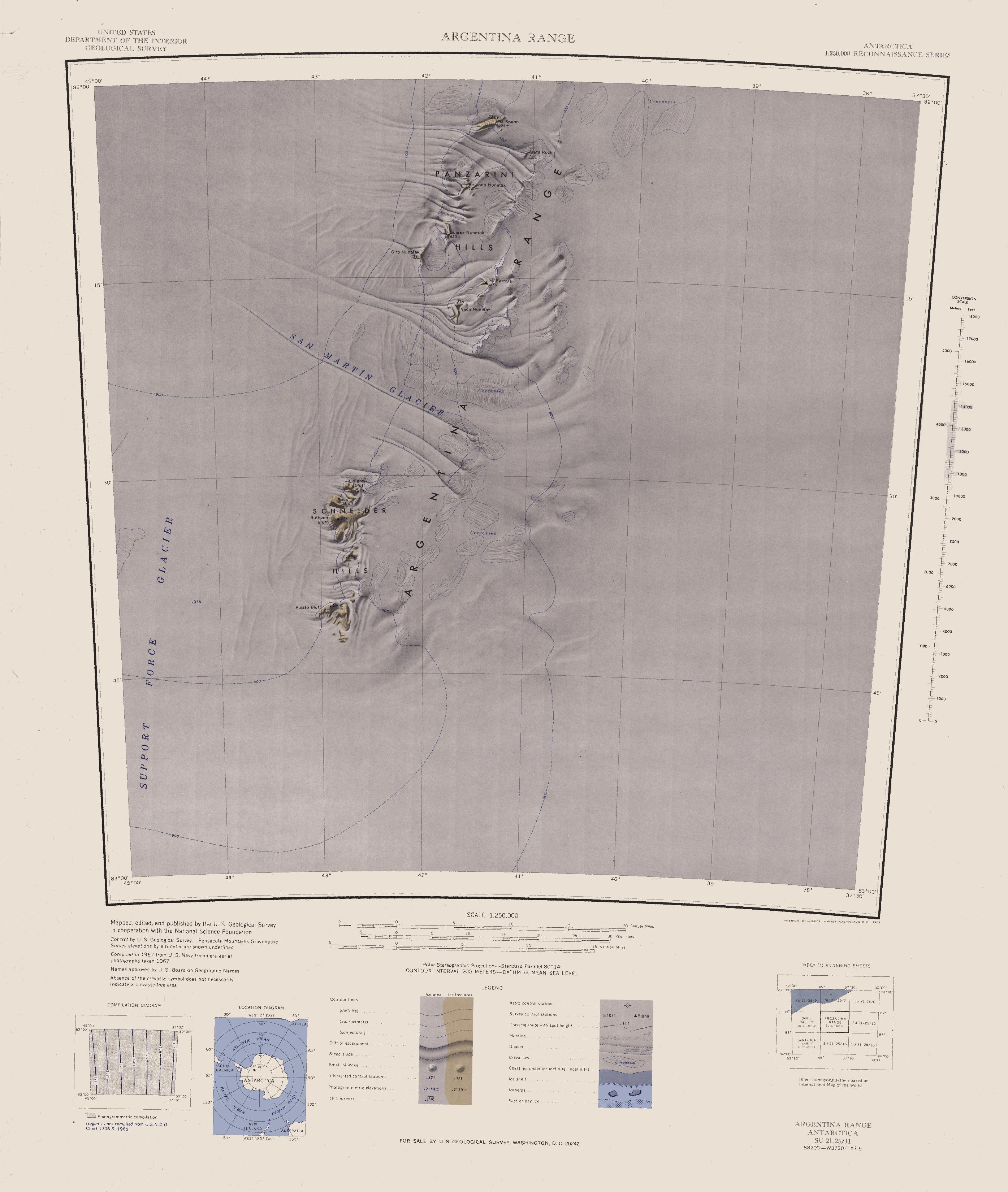
Ostteil des Support-Force-Gletschers westlich der Argentina Range